# Процес на Хабер-Бош
Процесът на Хабер–Бош е изкуствен процес на фиксиране на азот и е основната промишлена процедура за производство на амоняк днес. Кръстен е на своите изобретатели – германските химици Фриц Хабер и Карл Бош, които го развиват през първото десетилетие на 20 век. Процесът превръща атмосферния азот (N2) в амоняк (NH3) чрез реакция с водород (H2), използвайки метален катализатор под високи температури и налягания:
{\displaystyle \underbrace {{\ce {N2 + 3H2}}} _{\Delta H^{\circ }=0\,\mathrm {kJ} }{\ce {->}}\underbrace {{\ce {2NH3}}} _{\Delta H^{\circ }=-91.8\,\mathrm {kJ\cdot mol^{-1}} }}
Преди развитието на процеса, амонякът е бил труден за производство в промишлен мащаб, тъй като ранните методи като процеса на Биркеланд–Ейде и процеса на Франк–Каро са били неефективни.
Въпреки че процесът на Хабер–Бош се използва предимно за производство на торове днес, по време на Първата световна война той предоставя на Германия източник на амоняк за производство на експлозиви, компенсирайки търговската блокада на Съюзническите сили на Чилийската селитра.